# 스테이지 도어
《스테이지 도어》(영어: Stage Door)는 미국에서 제작된 그레고리 라 카바 감독의 1937년 영화이다. 캐서린 헵번 등이 주연으로 출연하였고 팬드로 S. 버먼 등이 제작에 참여하였다.

## 출연

### 주연
- 캐서린 헵번
- 진저 로저스

### 조연
- 아돌프 멘주
- 루실 볼
- 이브 아덴
- 앤 밀러
- 콘스탄스 콜리어
- 안드리아 리즈
- 사무엘 S. 힌즈

## 기타
- 원작자: 에드나 페버
- 원작자: 조지 S. 코프만
- 원작자: Morrie Ryskind
- 원작자: 안소니 베일러
- 미술: 캐롤 클락
- 미술: 밴 네스트 폴그래스
- 의상: 뮤리엘 킹